# Venus y Cupido con un panal de miel
Venus y Cupido con un panal de miel es una pintura al óleo del maestro alemán renacentista Lucas Cranach el Viejo. Se estima que fue creada en 1531, posiblemente tras el encuentro de Cranach con Georg Sabinus, poeta, diplomático y académico alemán en la universidad de Wittenberg. Se expone en la Galleria Borghese, Roma. Cranach abordó este tema en al menos veinticuatro ocasiones, replicando la composición en diversas versiones a lo largo de su carrera. Venus y Cupido con un panal de miel forma parte de la primera serie iniciada en 1509. Entre las versiones más reconocidas destaca Venus y Cupido ladrón de miel, pintada entre 1526 y 1527, y conservada en la National Gallery de Londres.

## Descripción y estilo
En esta pintura, Lucas Cranach el Viejo representa a Venus y a su hijo Cupido.  

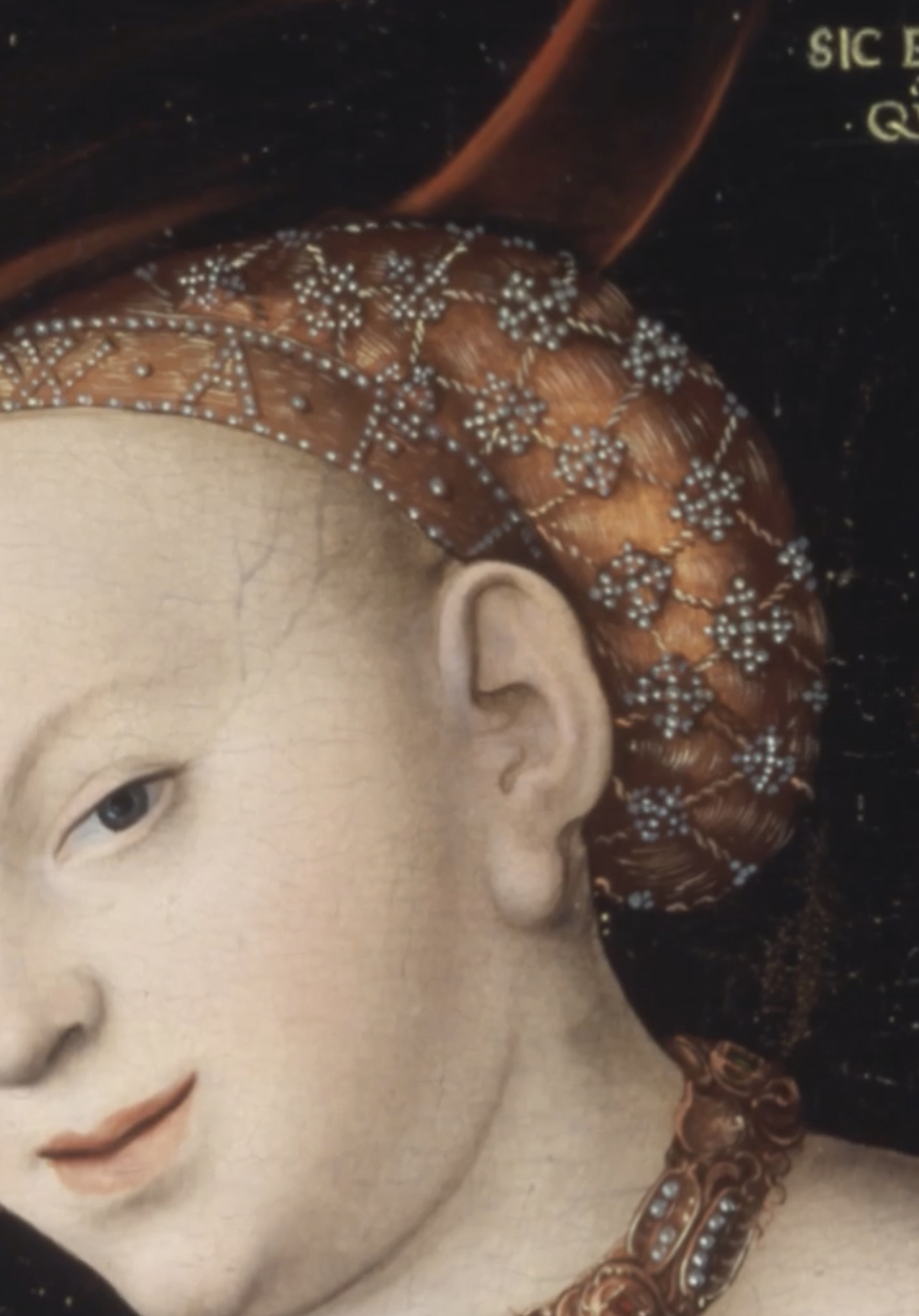
Adorno para el cabello de Venus

Sobre un fondo castaño oscuro, destaca el tronco desnudo de un árbol, cuya corteza rugosa contrasta con la tez marfileña de Venus. Su figura evoca la iconografía clásica de la diosa del amor.
La divinidad, retratada como una duquesa sajona, aparece completamente desnuda, sosteniendo una tela finísima entre su brazo derecho, apoyado en el árbol, y su mano derecha. Lejos de cubrir su cuerpo, la tela trasparente realza su sensualidad, mientras que la leve flexión de su brazo resalta la sinuosidad de su silueta.
En contraste con su desnudez, lleva un elegante sombrero rojo de estilo gótico, adornado con delicadas plumas de grulla.Este accesorio estaba de moda en la corte de los duques de Sajonia,  donde las mujeres debían elegir entre este tocado o una cofia adornada con grandes perlas para recoger su cabello. En esta obra, Venus lleva ambos, además de un collar de gemas y una cinta bordada con las letras "W.A.F.I.", cuyo significado sigue siendo un misterio. Algunos estudiosos sugieren que podría hacer referencia al nombre de la modelo retratada.
A los pies de Venus, el pequeño Cupido dirige la mirada hacia su madre. Su piel más oscura, acentuada por contrastes de claroscuros, resalta la redondez de su cuerpo. Sus alas, de un azul claro con reflejos blancos, recuerdan las plumas del sombrero de Venus. En sus manos sostiene un panal de miel, posiblemente extraído de un hueco en la base del árbol.Un enjambre de abejas revolotea a su alrededor y se posa en su piel. A diferencia de otras representaciones, Cupido no grita ni huye del dolor; su expresión es sombría, y busca consuelo en Venus, quien, impasible, no responde a su sufrimiento. Con esta escena, Cranach transmite un mensaje moral al espectador: Cupido experimenta el mismo tormento que él provoca en la humanidad al disparar sus flechas de amor.

El escenario de la pintura evoca tanto Arcadia, por la desnudez de los personajes, como los primeros años del siglo XVI, reflejados en el sombrero, peinado y collar de estilo renacentista nórdico. La obra aborda el tema universal y atemporal del amor y el sufrimiento. La interpretación moralizante se hace explícita a través del dístico. El moralista Chelidonius subraya que la voluptas (placeres o deleites efímeros) van inevitablemente acompañados de dolor, en clara referencia a la promiscuidad. La pintura es considerada una alegoría de los placeres y las penas del amor, así como una posible advertencia sobre los riesgos de las enfermedades venéreas, que estaban ampliamente extendidas entre los soldados de las guerras europeas. La denuncia de las relaciones casuales y de las enfermedades más comunes de la época, como la sífilis, se hace evidente en la representación de Venus.El significado de esta pintura se plasma en un dístico moral de Chelidonius, ubicado en la esquina superior derecha de la obra.

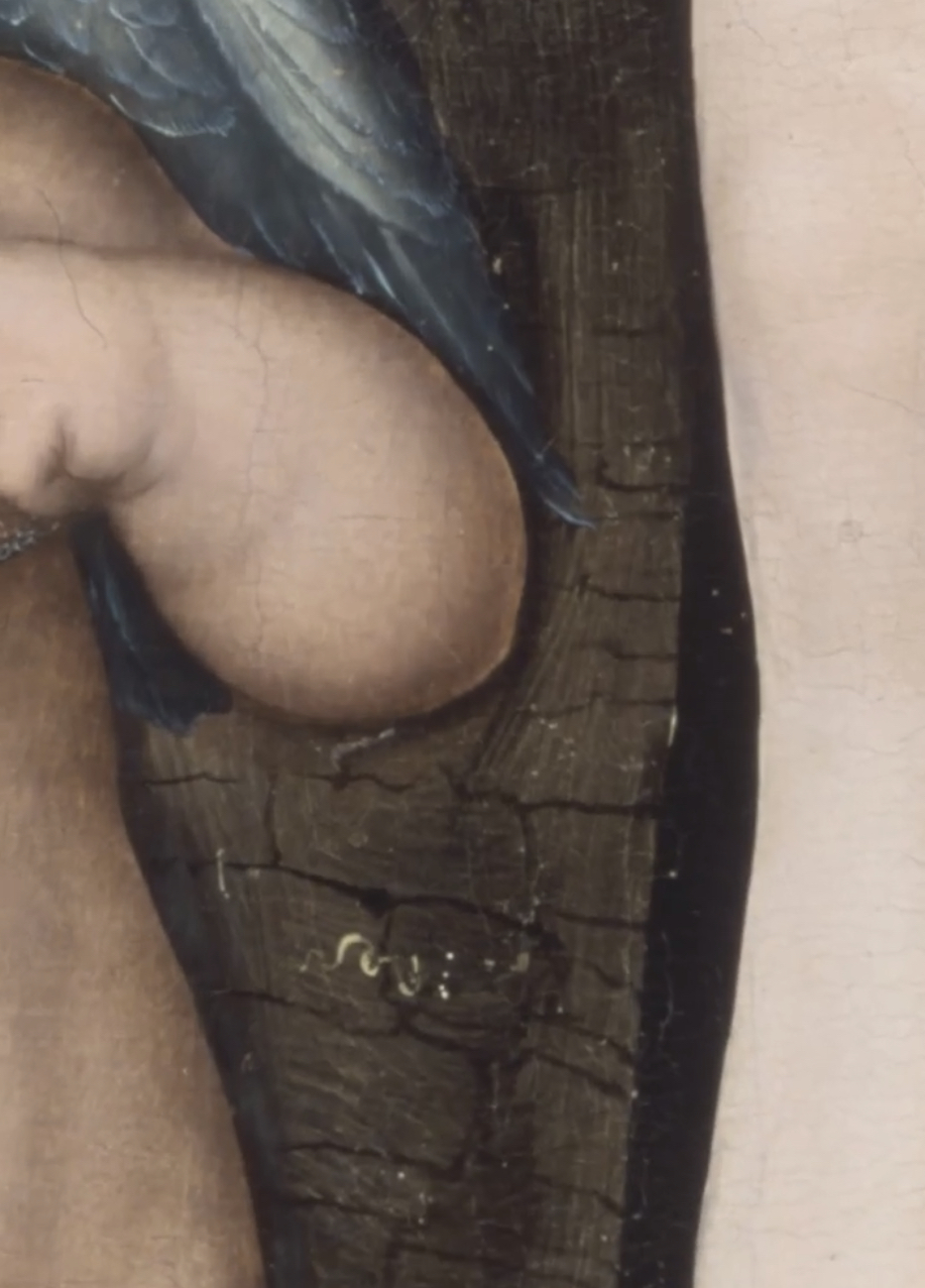
La fecha de creación de la pintura

### Fecha de ejecución
La pintura fue probablemente completada en 1531, como lo indicaba una inscripción que en su momento era visible en el tronco del árbol. Esta inscripción, ubicada en el centro de la composición, contenía las iniciales del artista junto con la fecha de creación. Más tarde, Della Pergola (1959) y Herrmann Fiore (2010) interpretaron dicha inscripción como parte de un símbolo de serpiente alada. Aún se conserva una inscripción legible con las iniciales en el tronco, en el centro de la composición.

### El estilo de Cranach
El estilo de Venus y Cupido con un panal de miel refleja la influencia del renacimiento nórdico, movimiento del cual Lucas Cranach el Viejo fue uno de los miembros fundadores. Esto explica la delicadeza y gracia de las líneas con las que están pintadas las figuras. En el caso de Venus, esta característica da lugar a una representación casi estilizada de su silueta. Además, la obra conserva elementos de la tradición gótica. Cranach sitúa a sus personajes en un entorno natural sombrío, donde la melancolía del fondo contrasta marcadamente con la representación de las figuras. Muchas de sus composiciones presentan personajes inmersos en densos bosques bajo cielos ominosos, anticipando, en cierta medida, el concepto romántico de trascendencia.  

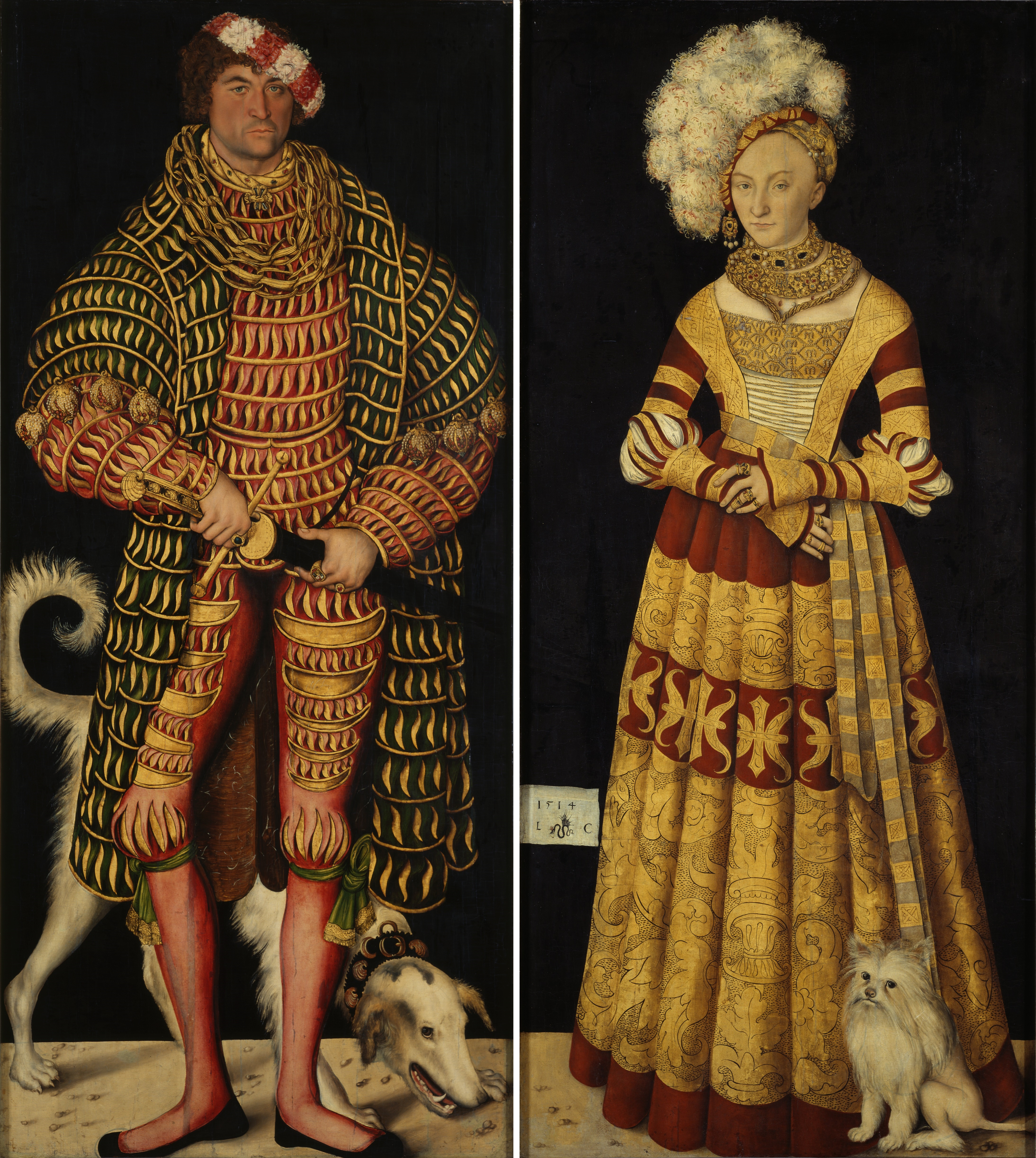
Retratos de Enrique IV de Sajonia y Catalina de Macklenburgo de Lucas Cranach

La obra Venus y Cupido con el panal de miel muestra la inclinación de Cranach por las alegorías morales, un rasgo característico de su producción artística. Pintada poco después de que Martin Lutero publicara sus noventa y cinco tesis en 1517,  la obra refleja los temas recurrentes en la pintura alemana de la época, como las alegorías morales, los desnudos idealizados y los elementos espirituales. Su estilo incorpora técnicas que Cranach perfeccionó durante su tiempo en la corte. El estudio anatómico de Venus en esta y otras composiciones es similar al que empleó en retratos oficiales del mismo período, como los de los duques de Sajonia, Enrique I, y de Catalina de Mecklemburgo.Su meticulosa atención al detalle se hace evidente en elementos como el tocado de Venus, típico de la moda de la época.
Como muchas de sus obras posteriores, Venus y Cupido con el panal de miel demuestra la visión innovadora de Cranach, anticipándose a tendencias futuras y dejando un legado que influenció a artistas muy posteriores como Picasso, Otto Dix y John Currin.

## Inspiración

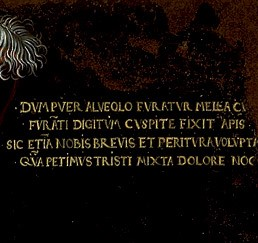
Texto en latín presentado en la esquina superior derecha de la pintura Venus y Cupido con un panal de miel

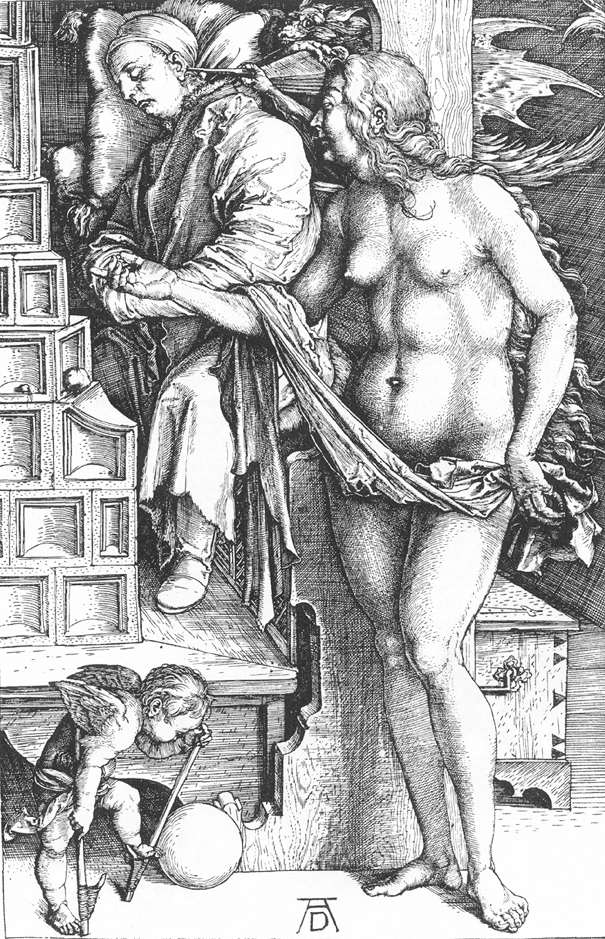
El sueño del médico o La tentación del ocioso de Alberto Durero

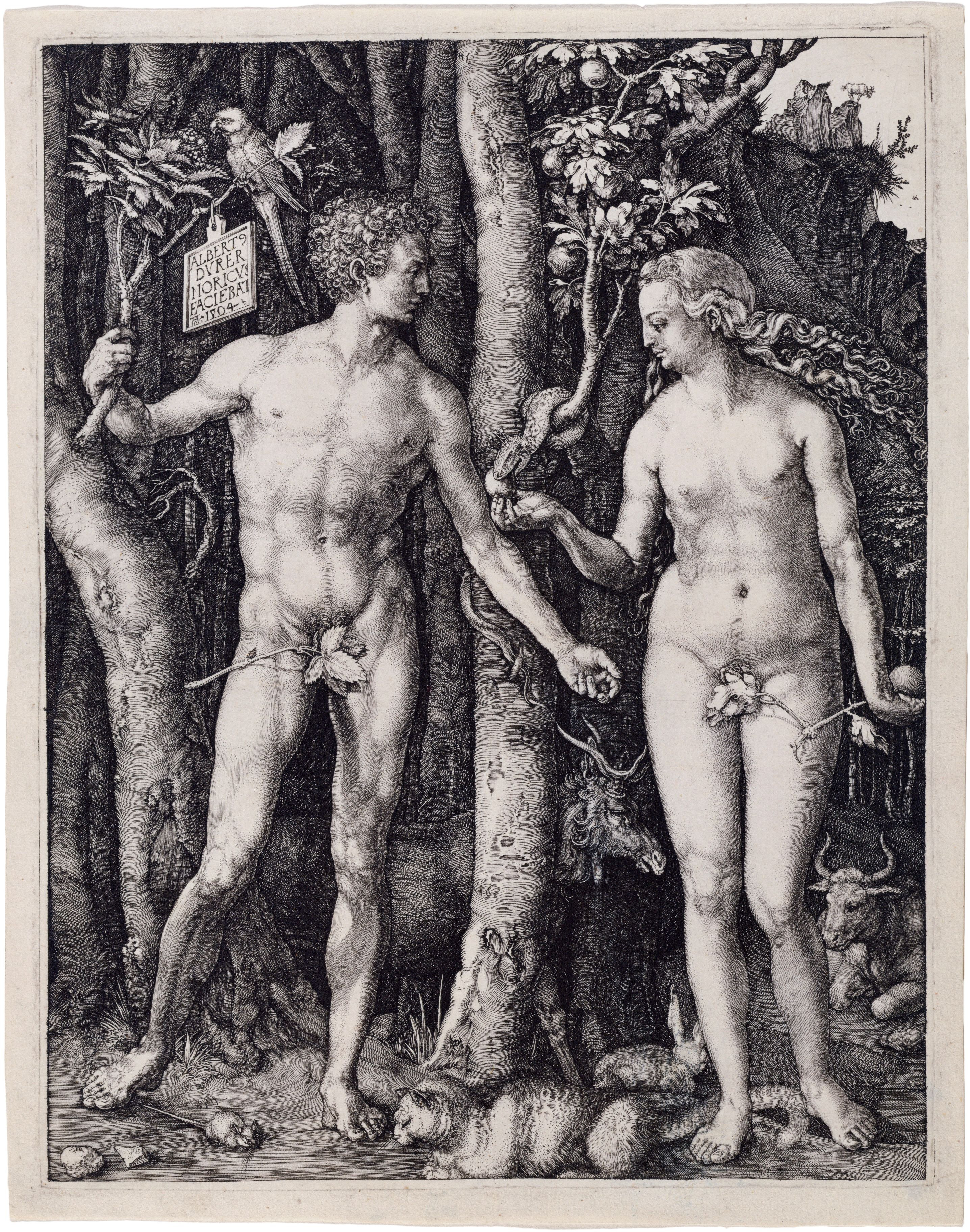
Alberto Durero, Adán y Eva, 1504, Grabado

Uno de los principales referentes que influyó en esta pintura fue el grabado 'El sueño del doctor' de Alberto Durero, en el que se observa una composición similar: Venus representada de cuerpo entero a la derecha y Cupido a la izquierda. Cranach adoptó de esta obra elementos como el velo de la figura femenina y el movimiento de sus brazos.
Otra fuente de inspiración fue la xilografía Triunfo de los hombres nuevos sobre los sátiros, realizado en 1497 por Jacopo de' Barbari. En esta obra, Venus aparece completamente desnuda, un rasgo que Cranach retomó en su propia representación. Jacopo de' Barbari, artista veneciano, trabajó al servicio de la corte de Federico III de Sajonia, conocido como Federico el Sabio, hasta que Cranach lo sucedió en 1505.
Además, el grabado Adán y Eva de Durero (1504) influyó en Cranach de manera significativa. En particular, adoptó el tratamiento del brazo derecho extendido y la presencia de un árbol con forma de "Y" en el fondo. Esta bifurcación simbólica alude a la dicotomía entre la via virtutis (el camino de la virtud) y la via voluptas (el camino del placer), una idea que Cranach incorporó en su obra. 

### Antecedentes mitológicos

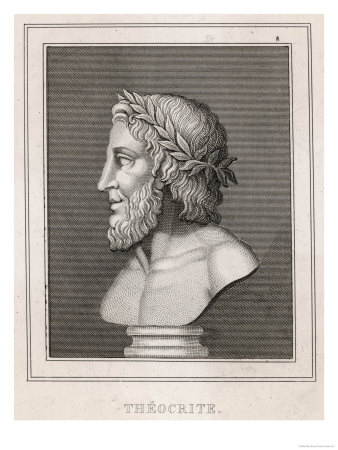
Retrato del poeta griego Teócrito

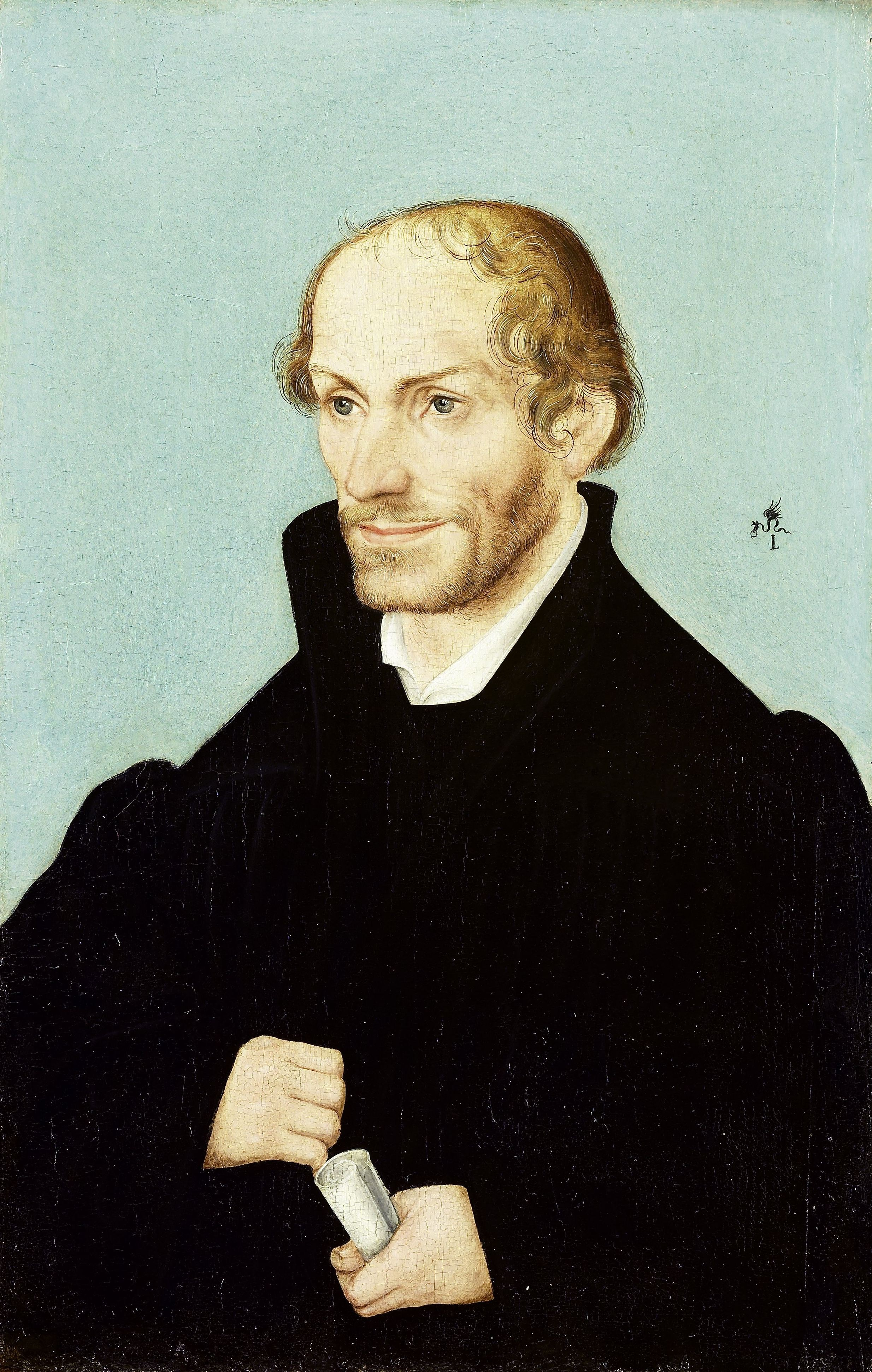
Retrato de Melanchthon por Lucas Cranach el Viejo

La pintura se basa en los personajes mitológicos clásicos de Venus y Cupido. Venus, diosa de la belleza y la fertilidad, es la madre de Cupido, el dios del amor apasionado. En esta obra, una mujer de la corte de Sajonia encarna a Venus, luciendo un característico sombrero de la época. Sin embargo, las líneas en latín inscritas en la esquina superior derecha sitúan a la figura en un contexto clásico. Realizada en pleno Renacimiento, la pintura incorpora símbolos de placer ampliamente reconocidos en ese período, como las abejas y la miel, que se asocian con las dos deidades representadas en la escena.
Su temática se inspira en el Idilio XIX de Teócrito, un poema pastoril que narra cómo Cupido, tras ser picado por una abeja al intentar robar un panal de miel, corre llorando hacia su madre Venus en busca de consuelo. Ella, en respuesta, compara a su hijo con la abeja: ambos son pequeños pero capaces de infligir un dolor profundo. Esta metáfora resalta la fuerza arrolladora del amor, capaz de llevar a los seres humanos a la pérdida de la razón o incluso a la destrucción. Así, las picaduras de abeja simbolizan las heridas provocadas por las flechas de Cupido, que despiertan un deseo amoroso intenso y, a menudo, doloroso (voluptas).

A pesar del sufrimiento de Cupido, Venus permanece impasible. No muestra compasión por su hijo, lo que sugiere que Cranach no buscaba enfatizar la maternidad, sino ilustrar la lucha humana por resistir la tentación.

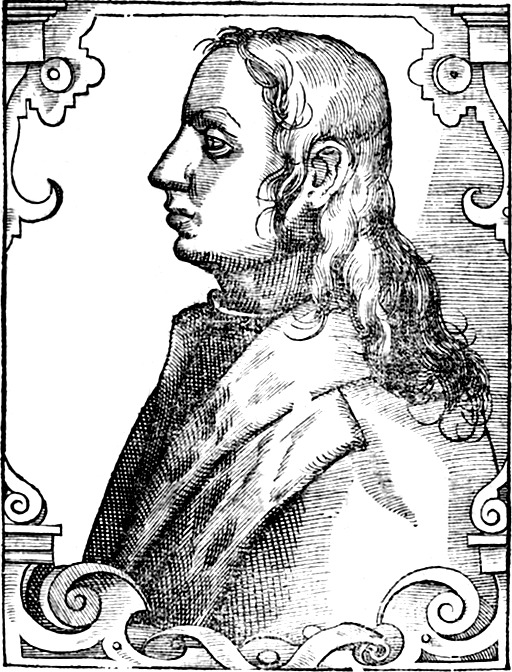
Grabado de Ercole Strozzi

La inscripción de cuatro versos, tomada de traducciones latinas de Teócrito, se atribuye de manera variable a Ercole Strozzi, Felipe Melanchthon o Georg Sabinus. Este dístico transmite la idea de que la dulzura de los placeres de Venus conlleva un sufrimiento inevitable. Tanto la representación de Venus como el verso en latín reflejan la intención del artista de transmitir la historia y su enseñanza. Siguiendo la tradición humanista latina, Cranach dirige su obra también a un público erudito. En el título tradicional de la pintura, Venus y Cupido con el panal de miel, el concepto de "robo" está ausente, a diferencia del término griego keriokleptes, que sí lo incluye.
Este enfoque moralizante fue adoptado por Georg Sabinus, discípulo de Melanchthon, quien editó la primera traducción latina de los Idilios de Teócrito, publicada en 1536 en el libro de música Enchiridion utriusque musicae practicae de Georg Rhau.En esta obra, es posible encontrar una interpretación de Venus y Cupido con el panal de miel. Rhau presenta las pinturas de Cranach desde una perspectiva teológica, un enfoque relevante en una época en la que las deidades eran un tema recurrente en el arte alemán. Estas figuras mitológicas no solo encarnaban cualidades morales y espirituales, sino que también resultaban ideales para atraer la atención del espectador.

### Análisis moderno
Venus y Cupido con el panal de miel es altamente valorada porque Cranach desarrolló varias técnicas que, en su tiempo, eran inéditas o poco exploradas. La elegante silueta de los personajes de Durero sirvió de modelo para el grabado en claroscuro de Cranach, marcando el inicio de sus cánones estéticos. En esta obra, el artista alargó ligeramente la figura de Venus y le otorgó un paso de danza que se ajusta a los estándares estéticos flamenco-burgundios predominantes en la corte de Wittenberg. Sus desnudos femeninos continúan existiendo en numerosas copias y variaciones, tanto en colecciones públicas como privadas de todo el mundo.
La representación del desnudo femenino en el arte europeo era poco común antes del siglo XVI, comenzando a ganar presencia hacia finales de la década de 1520. A medida que las iglesias luteranas comenzaron a mostrar un creciente interés por las artes figurativas, Cranach tuvo que adaptarse a un mercado artístico en transformación.

## Historia

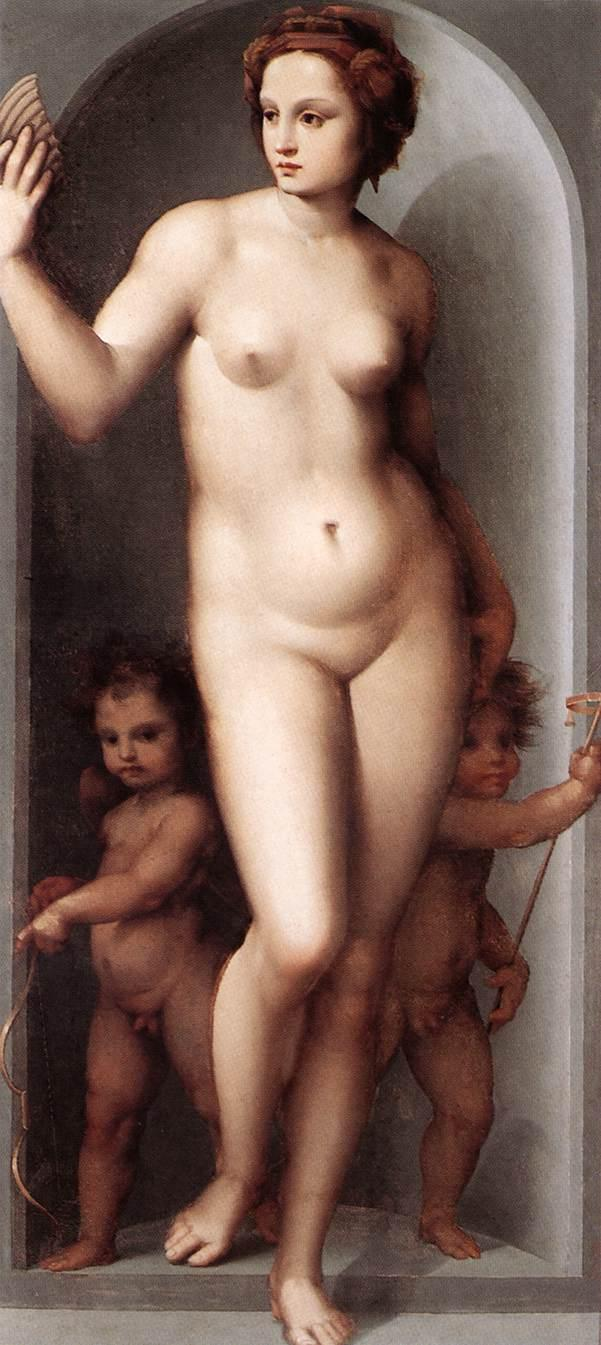
Venus y Dos Cupidos de Andrea del Brescianino

### Procedencia
Los orígenes de Venus y Cupido con el panal de miel no están completamente documentados. Algunos historiadores del arte creen que Cranach comenzó a trabajar en la pintura a principios del siglo XVI en Wittenberg, una pequeña ciudad en el norte de Alemania.
Según Kristina Herrmann Fiore, la obra fue posteriormente entregada como regalo al cardenal Scipione Caffarelli Borghese por el jurista paduano Alvise Corradini. Sin embargo, el destino de la pintura tras su llegada al cardenal sigue siendo incierto. Se sabe que alrededor de 1611 fue enmarcada por el carpintero Annibale Corradini, como lo confirma una factura que documenta el trabajo.
Venus y Cupido con el panal de miel apareció por primera vez en una galería de arte a principios del siglo XVII, junto con Venus y dos Cupidos. Sin embargo, la obra pasó por varias instituciones en circunstancias poco claras y desapareció durante un tiempo. No fue hasta 1883 cuando volvió a ser mencionada en registros que finalmente confirmaron la autoría de Cranach.

### Conservación y exhibición

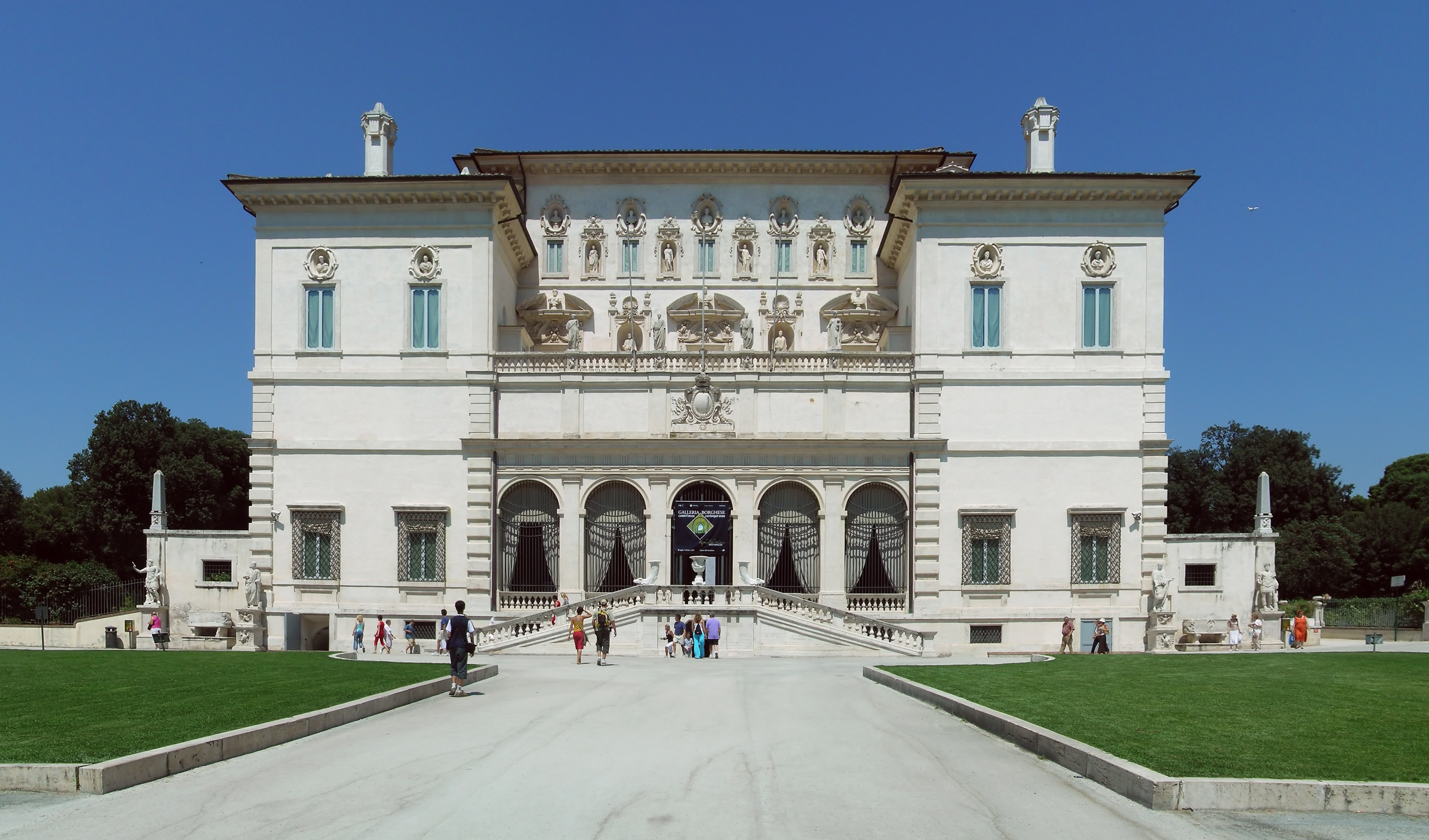
Fachada de la Galleria Borghese en Roma

El primer documento relacionado con la conservación de Venus y Cupido con el panal de miel data del 24 de enero de 1611, cuando la familia Scipione registró un pago por el enmarcado de la obra, antes de su incorporación a la Colección Borghese.
Actualmente, la pintura se exhibe en la Sala 10 de la Galleria Borghese en Roma, donde forma parte de la destacada colección de obras de Lucas Cranach el Viejo.

#### Exhibiciones
A lo largo de los años, la pintura ha sido expuesta en diversos museos internacionales. Entre sus presentaciones más destacadas se encuentran la exhibición en la Mole Antonelliana de Turín en 1992 y en el Instituto de arte Städel de Fráncfort entre 2007-2008.

### Restauraciones
- 1905: Erradicación de la carcoma por Luigi Bartolucci.
- 1933: Corrección del color, relleno de grietas, limpieza y fijación de pequeñas áreas de pigmento dañadas por Tito Venturini Papari.
- 1949: Restauración general de la pintura a cargo de Carlo Matteucci y Oddo Verdinelli.
- 1950–1951: Eliminación de restauraciones previas, nivelación del panel, desinfección de la madera contra la carcoma, lavado y repintado por Ettore Patrito.
- 1958: Restauración del marco por Renato Massi.
- 1977–1978: Restauración del antiguo entablillado, consolidación de la pintura, desinfección, eliminación del barniz amarillento, retoques y repintado de áreas dañadas por Gianluigi Colalucci.
- 1992: Restauración de la cornisa y corrección del color por Luisa Barucci.
- 2008: Ajustes finales a cargo de Laura Ferretti.

### Última restauración
La Galleria Borghese ha enfrentado dificultades para regular la eficiencia energética de los edificios conectados al museo debido a fallos en el sistema de control climático. Estos problemas han afectado la conservación de las obras y han generado inconvenientes para los visitantes.Para abordar la situación, un equipo de ingenieros inspeccionó las salas con el objetivo de evaluar las condiciones ambientales, analizando la ventilación, el flujo de aire y las cargas térmicas en invierno y verano.Como parte del proceso de restauración, se adelgazó el panel de la pintura y se incorporaron travesaños horizontales de aluminio para proporcionar un soporte adicional.
En términos generales, la superficie de la pintura se encuentra bien conservada, con excepción de algunas pérdidas de pigmento en los bordes, especialmente en la esquina superior derecha, así como en las últimas letras de la inscripción en latín. La restauración incluyó el retoque de los tres dedos centrales del pie izquierdo de Venus y la reposición de color en una sección del suelo pedregoso. Bajo una iluminación rasante, se han detectado zonas con desprendimiento de pintura en las uniones del panel y en las extremidades inferiores de Cupido. Sin embargo, no se ha podido determinar si estos daños son recientes o corresponden a restauraciones previas.

## Estudios técnicos

### Soporte y carpintería
El reverso de la pintura está compuesto por seis tablas de madera dispuestas verticalmente y de tamaño uniforme. Los análisis indican que estas tablas están hechas principalmente de madera de tilo, un material común en muchas otras obras de Cranach. El soporte está compuesto de madera de haya, una de las variedades preferidas por el artista en las décadas de 1520 y 1530, a pesar de su dureza y su vulnerabilidad a la carcoma.Un estudio de la superficie realizado en la década de 1950 reveló que las dimensiones originales de la pintura fueron ampliadas durante una restauración anterior, posiblemente en el siglo XVIII.

### Boceto
El dibujo preparatorio es solo parcialmente visible a simple vista. Está compuesto por contornos apenas perceptibles detrás de los perfiles de las figuras y detalla con precisión las manos y los rostros. El fondo negro, que se extiende hasta los bordes de las figuras, cubrió las áreas restantes, las cuales fueron pintadas con una mezcla diluida de negro y gris. Durante el proceso de acabado, el artista reforzó ciertos rasgos, lo que dificulta aún más su interpretación. La posición inicial de la figura se distingue mediante una serie de líneas fluidas, que delinean los brazos, las piernas y parte del torso de Venus. Estas líneas parecen haber sido trazadas con un pincel, lo que sugiere una ejecución ágil y espontánea por parte de Cranach.

### Capas de pintura y dorado
El análisis de la obra revela que el pintor empleó una paleta limitada, caracterizada por combinaciones sencillas y una superposición de capas directas. Para el tronco del árbol, utilizó pinceladas en tonos grisáceo-marrones en lugar de marrón puro, añadiendo pigmento negro a tierras ocres para integrarlo mejor con el fondo y aprovechar la luminosidad del fondo blanco visible.
Bajo los pies de Cupido, la vegetación presenta rastros de cardenillo (verdigris) mezclado con blanco de plomo. En la representación del terreno, Cranach delineó primero los contornos de las piedras y luego las rellenó con una mezcla de gris y blanco, sobre la cual aplicó sombras y difuminó los bordes con pintura negra para mayor profundidad.
Para crear las sombras de la piel, utilizó una mezcla de blanco de plomo y bermellón, combinada con ocre y negro. Los brillos y luces fueron aplicados en una fase posterior, como lo evidencia el análisis con luz rasante. Para resaltar las venas en las sienes de Venus, empleó pigmento negro, mientras que sus labios fueron pintados con un bermellón derivado de la raíz de rubia (Rubia tinctoria). El sombrero fue realizado con una mezcla similar, con la adición de negro para modular las sombras.
Las alas de Cupido fueron pintadas con azurita, utilizando blanco para destacar el trazo de las plumas. Las inscripciones y algunas partes del cabello fueron coloreadas con amarillo de plomo-estaño, mientras que el panal de miel fue teñido con ocre amarillo. Para crear los puntos negros, se empleó tierra marrón sin manganeso, y las abejas fueron pintadas con la misma combinación de tonos marrones y negros.
El fondo oscuro contiene una cantidad significativa de zinc, lo que sugiere que el artista pudo haber utilizado un pigmento terroso rico en zinc y tonos oscuros, dado el equilibrio constante entre los niveles de zinc y hierro en la pintura.

## Otras pinturas sobre el mismo tema
Cranach y otros pintores alemanes crearon numerosas pinturas al óleo sobre temas similares, abordando escenas profanas como apologías, mitos, cacerías, géneros pictóricos y naturalezas muertas, entre otros. El taller de Cranach produjo más de cuarenta versiones de Venus, algunas con Cupido y otras sin él. Entre los artistas que retomaron el mismo tema de Venus y Cupido con el panal de miel destacan Hans Brosamer y Odoardo Fialetti.

### Otras obras de Cranach de la misma temática

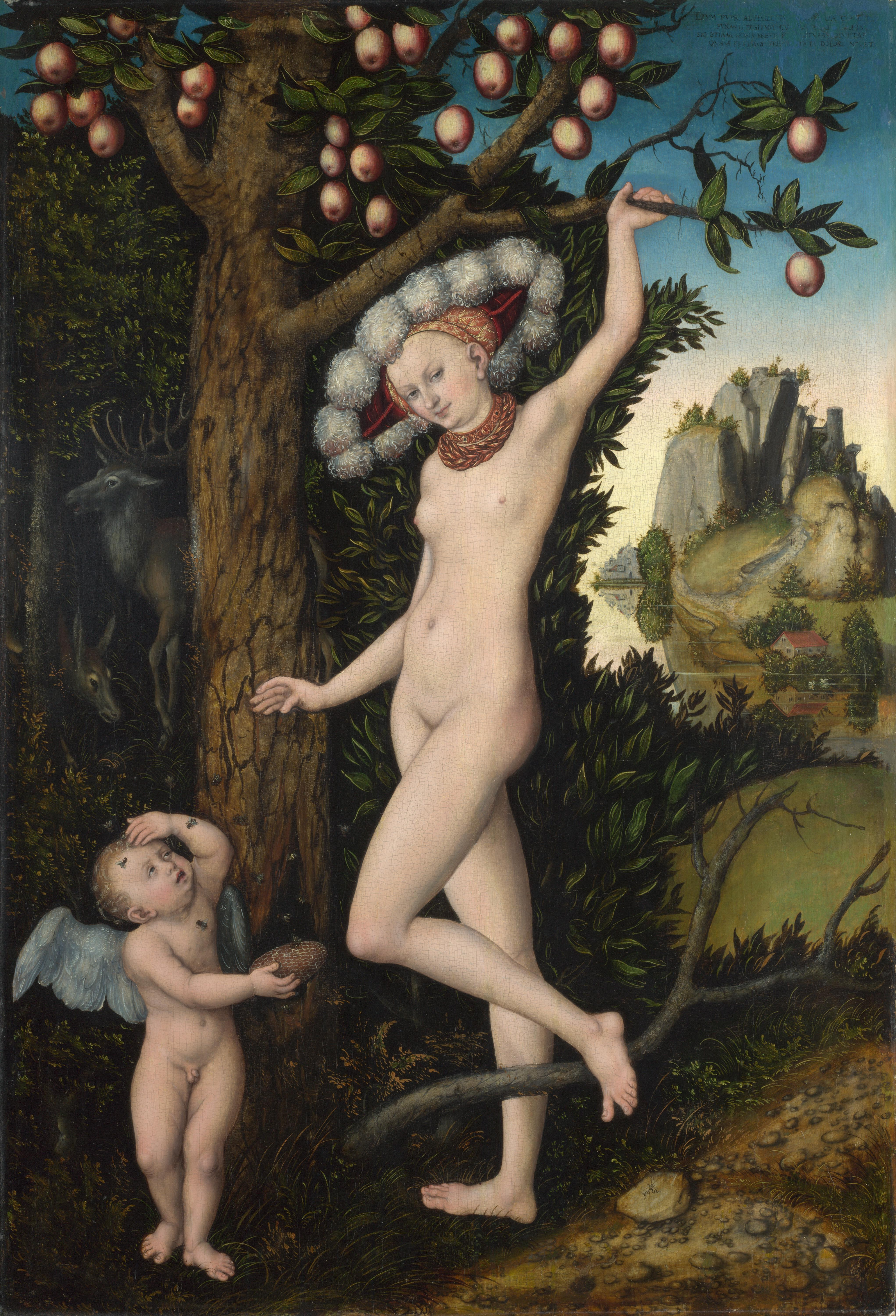
Lucas Cranach el Viejo – Venus y Cupido ladrón de miel, National Gallery, London, 1526-1527
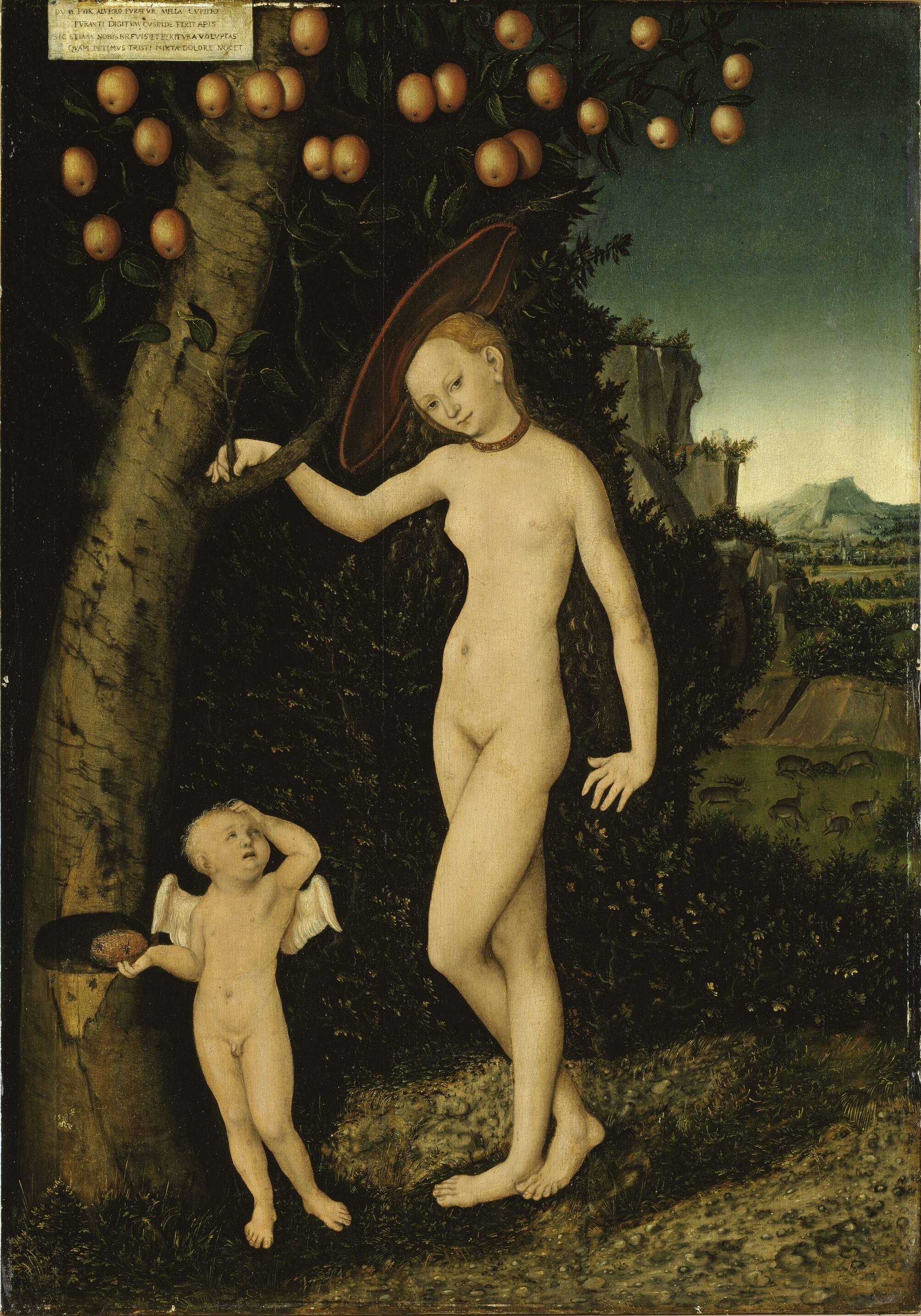
Lucas Cranach el Viejo – Venus mit Amor als Honigdieb (Venus con Cupido como ladrón de miel), Schloss Güstrow, 1527
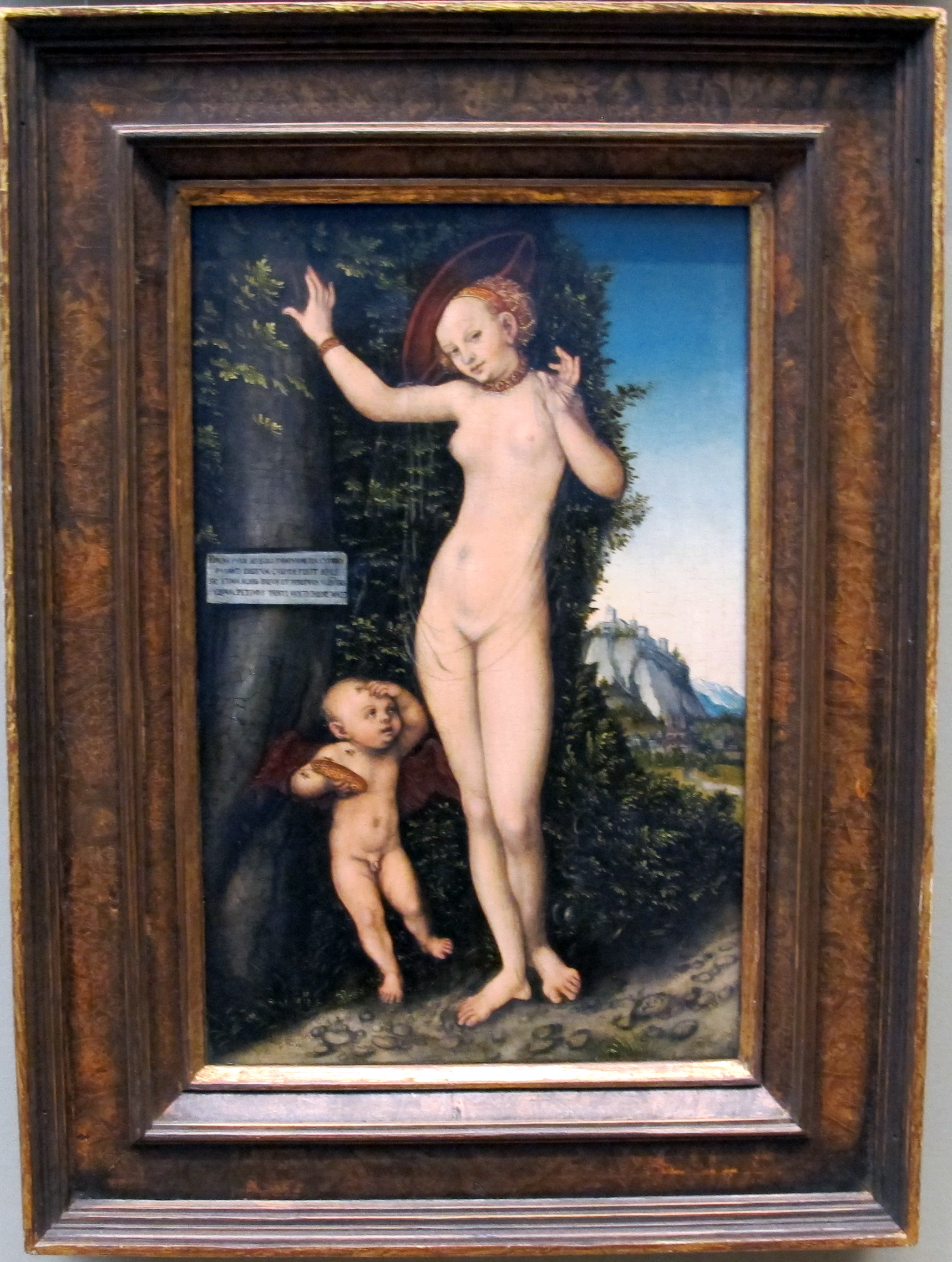
Lucas Cranach el Viejo – Venus und Amor als Honigdieb (Venus y Cupido como ladrones de miel), National Gallery, London, 1529
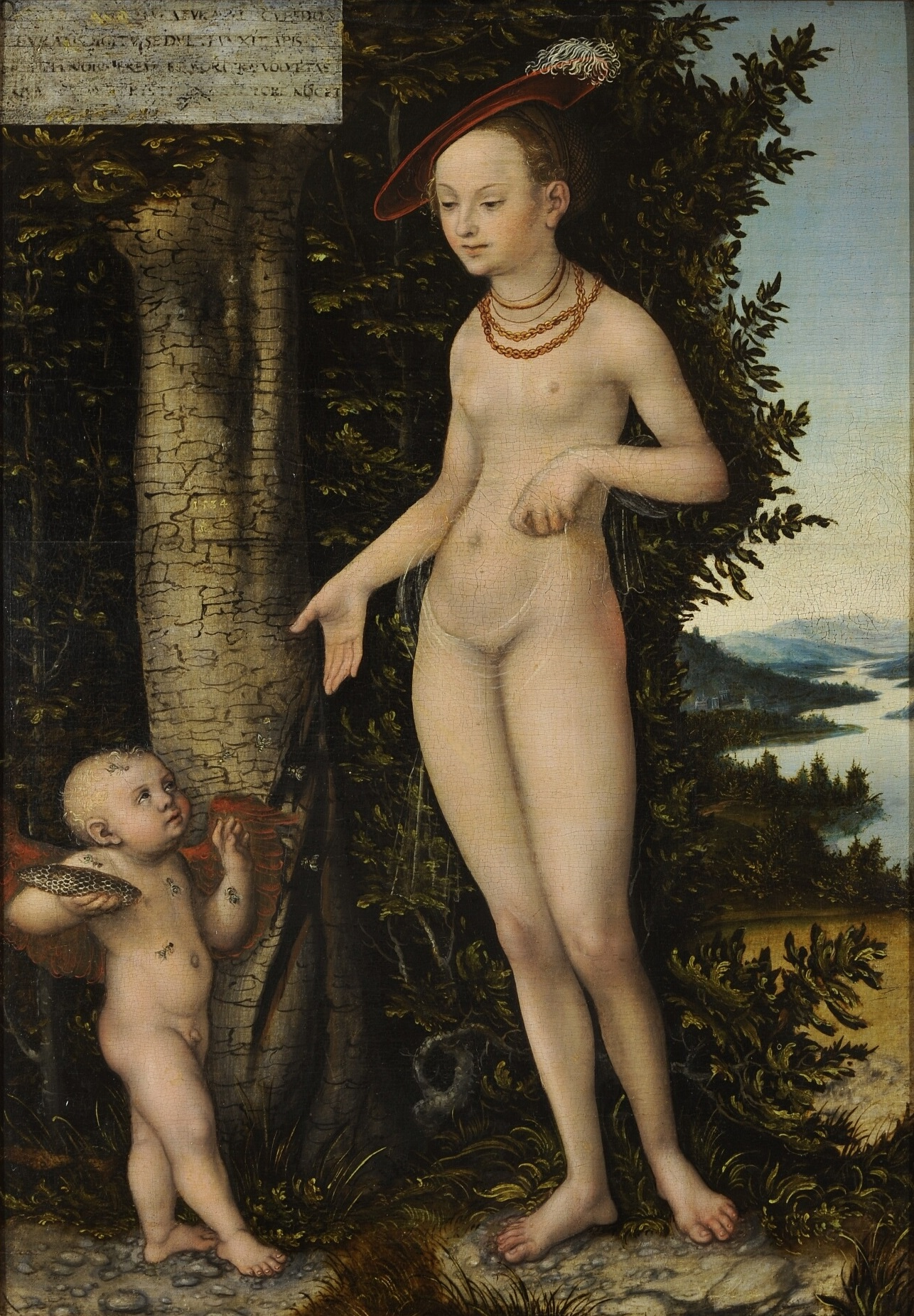
Lucas Cranach el Viejo – Venus und Amor als Honigdieb (Venus y Cupido como ladrones de miel), Fränkische Galerie, 1534
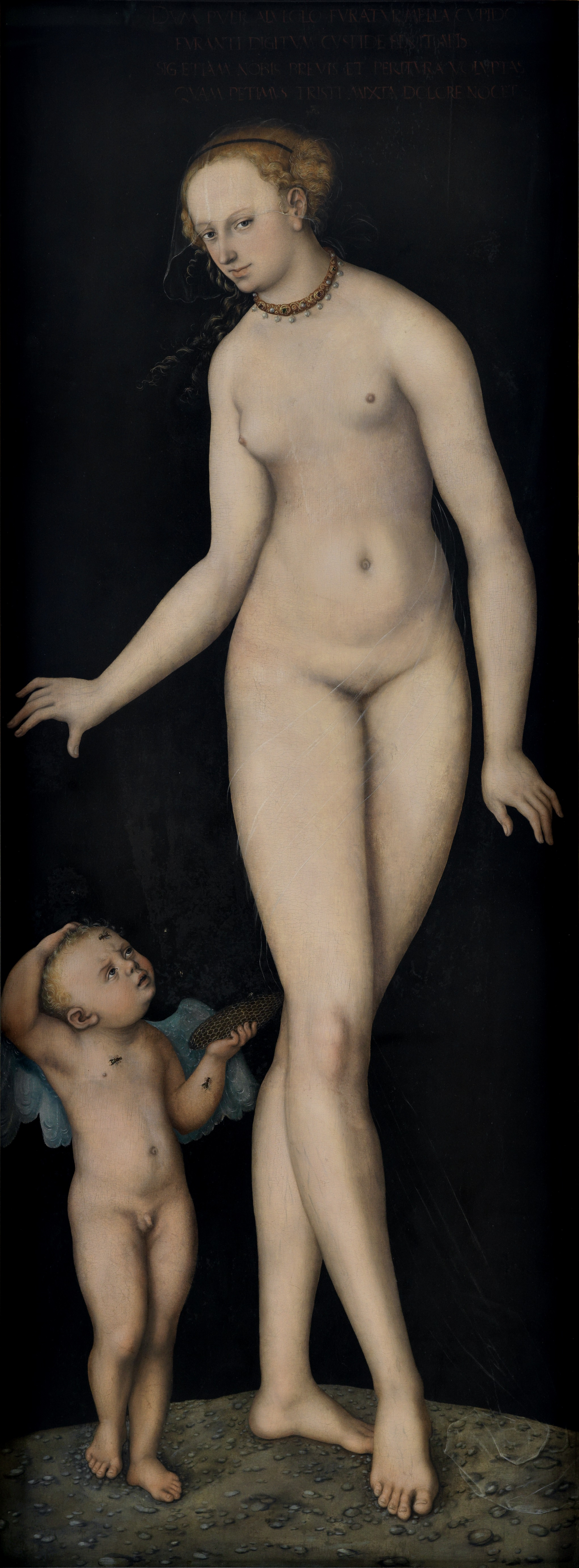
Lucas Cranach el Viejo – Venus mit Amor als Honigdieb (Venus con Cupido como ladrones de miel), Germanisches Nationalmuseum, Núremberg, después de 1537
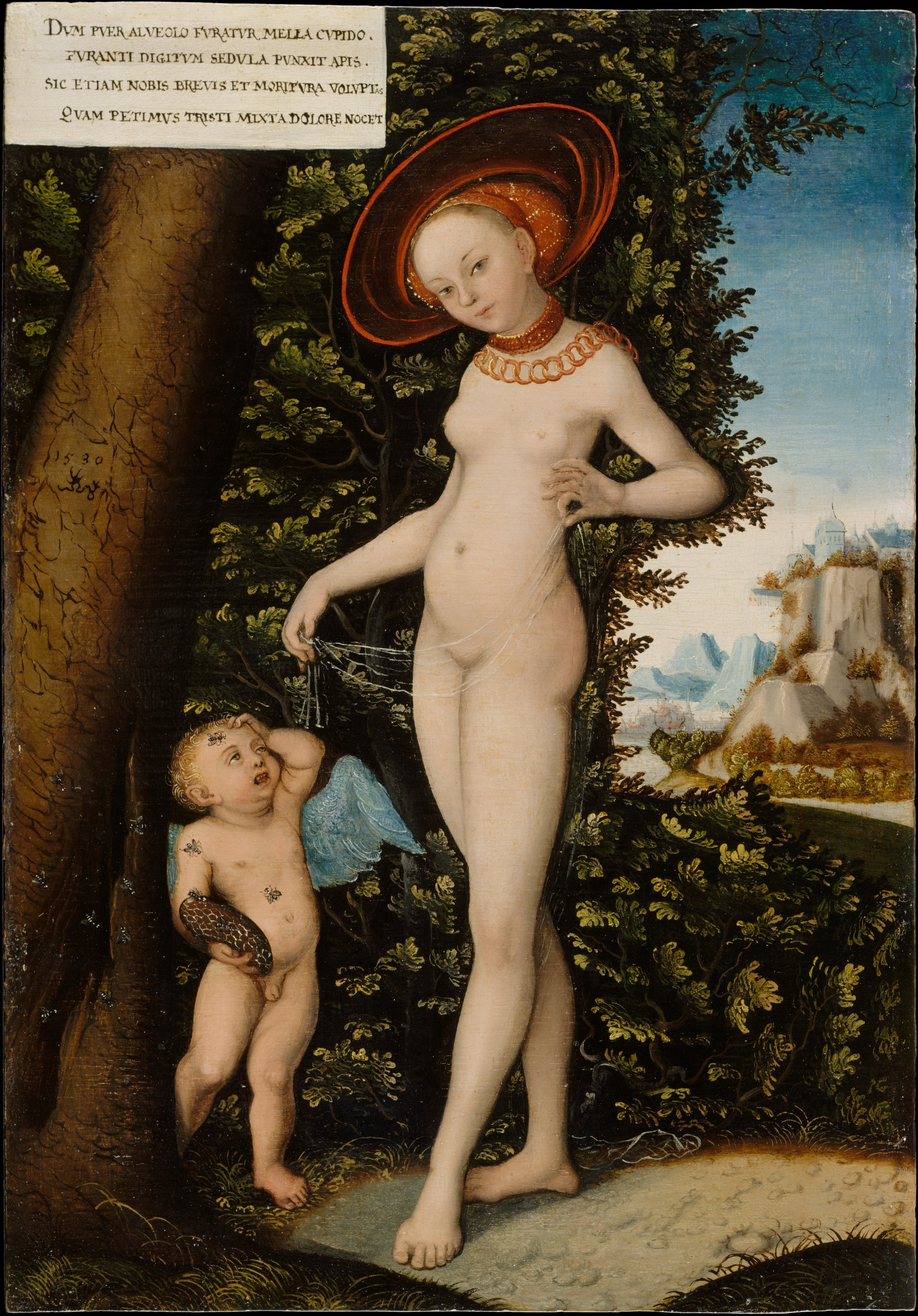
Lucas Cranach el Viejo – Venus mit Amor als Honigdieb (Venus con Cupido como ladrones de miel), Metropolitan Museum of Art, 1580-1620
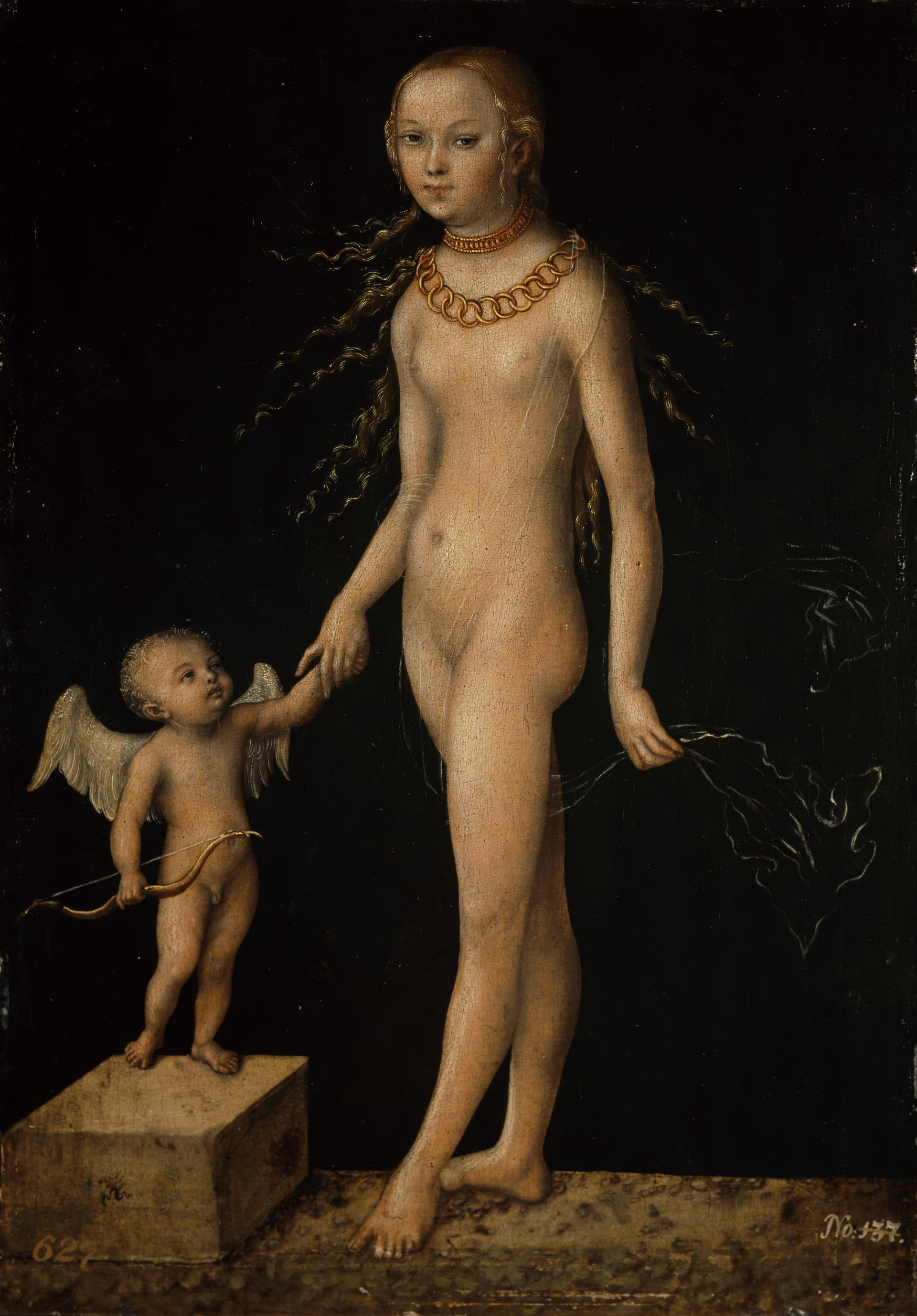
Lucas Cranach el Viejo – Venus und Amor (Venus y Cupido), National Galleries of Scotland, 1472–1553

### Obras de otros artistas con la misma temática

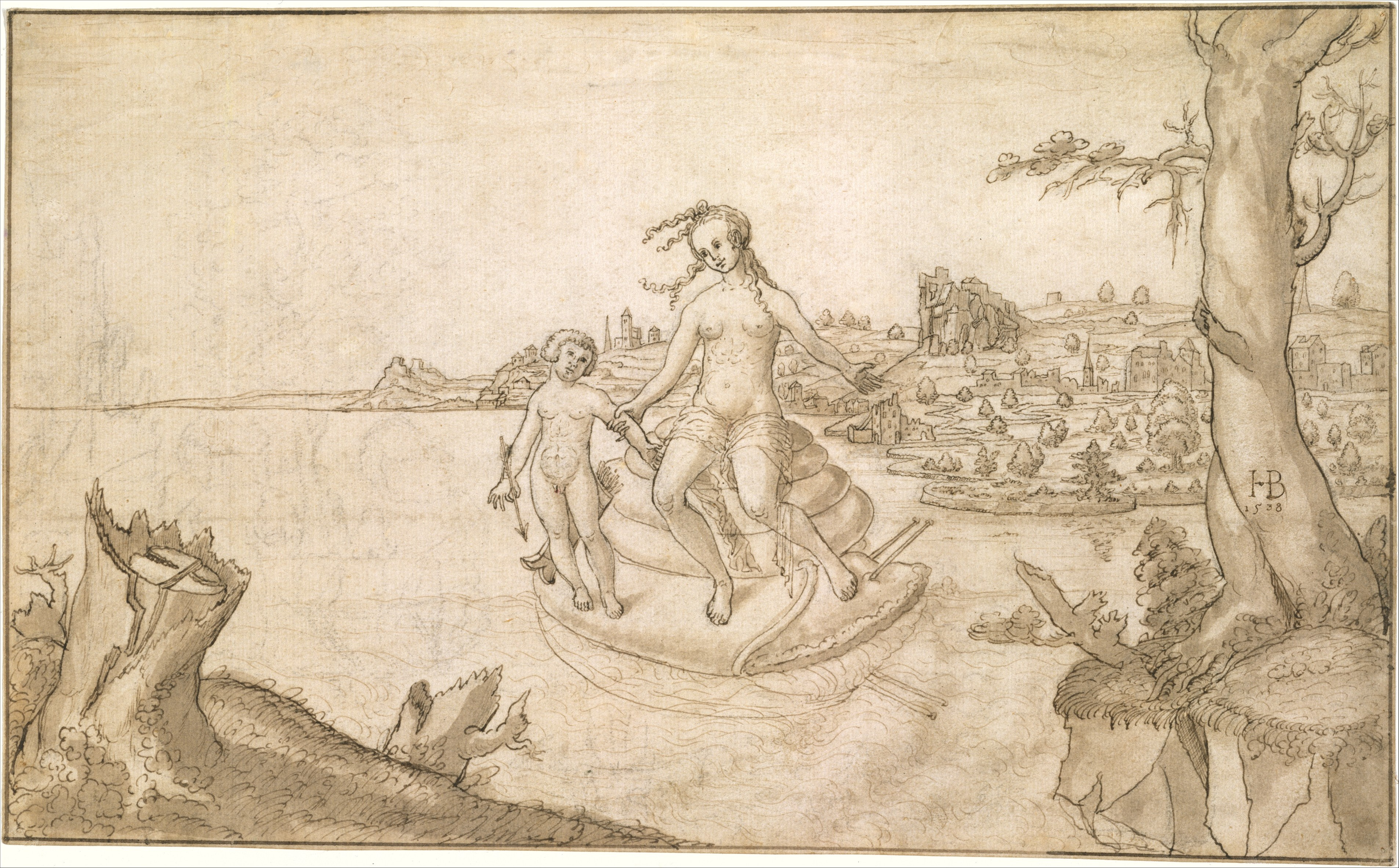
Hans Brosamer – Venus y Cupido sobre un, The Metropolitan Museum of Art, 1538
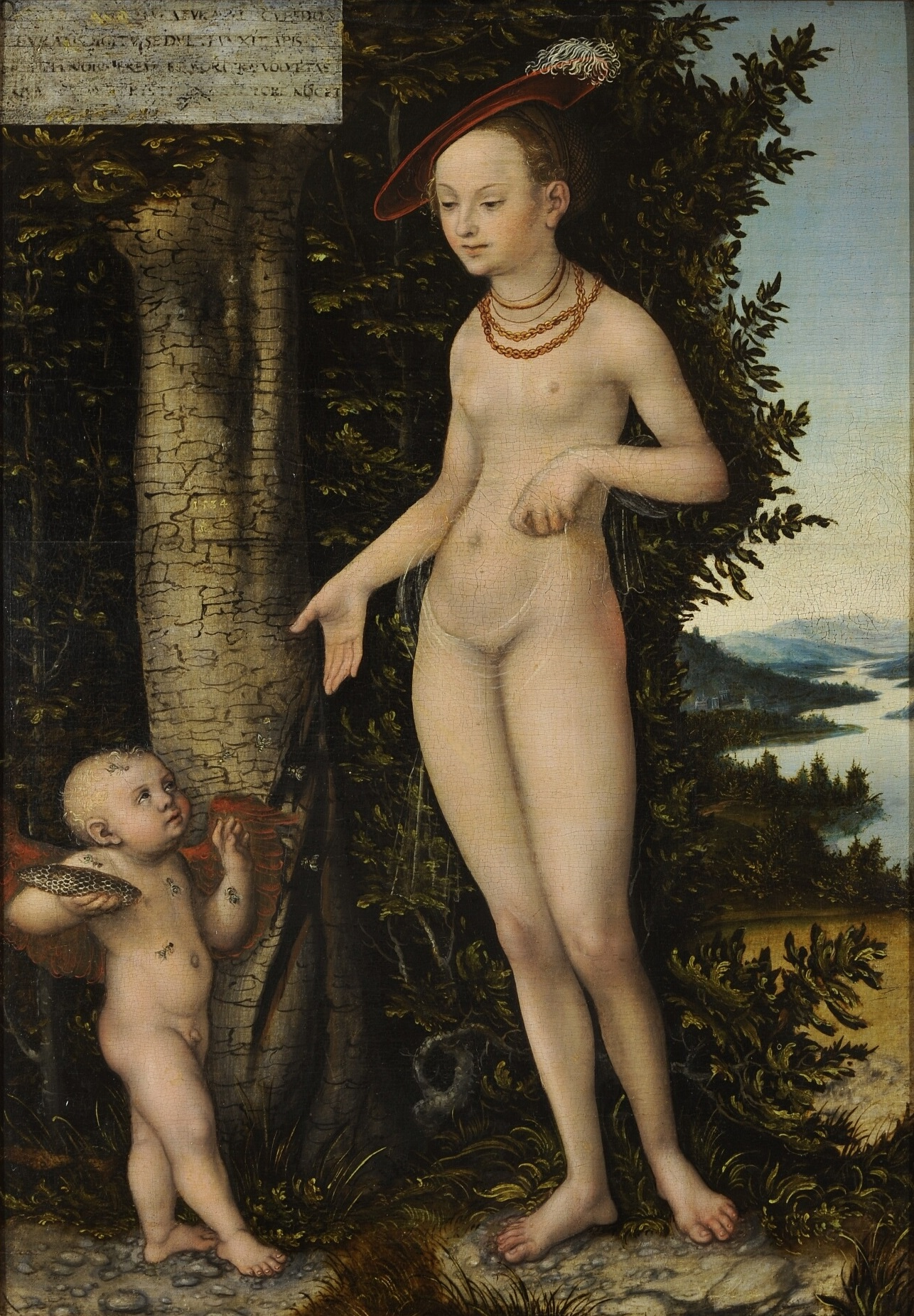
Hans Brosamer – Venus und Amor als Honigdieb (Venus y Cupido como ladrones de miel), Fränkische Galerie, 1534
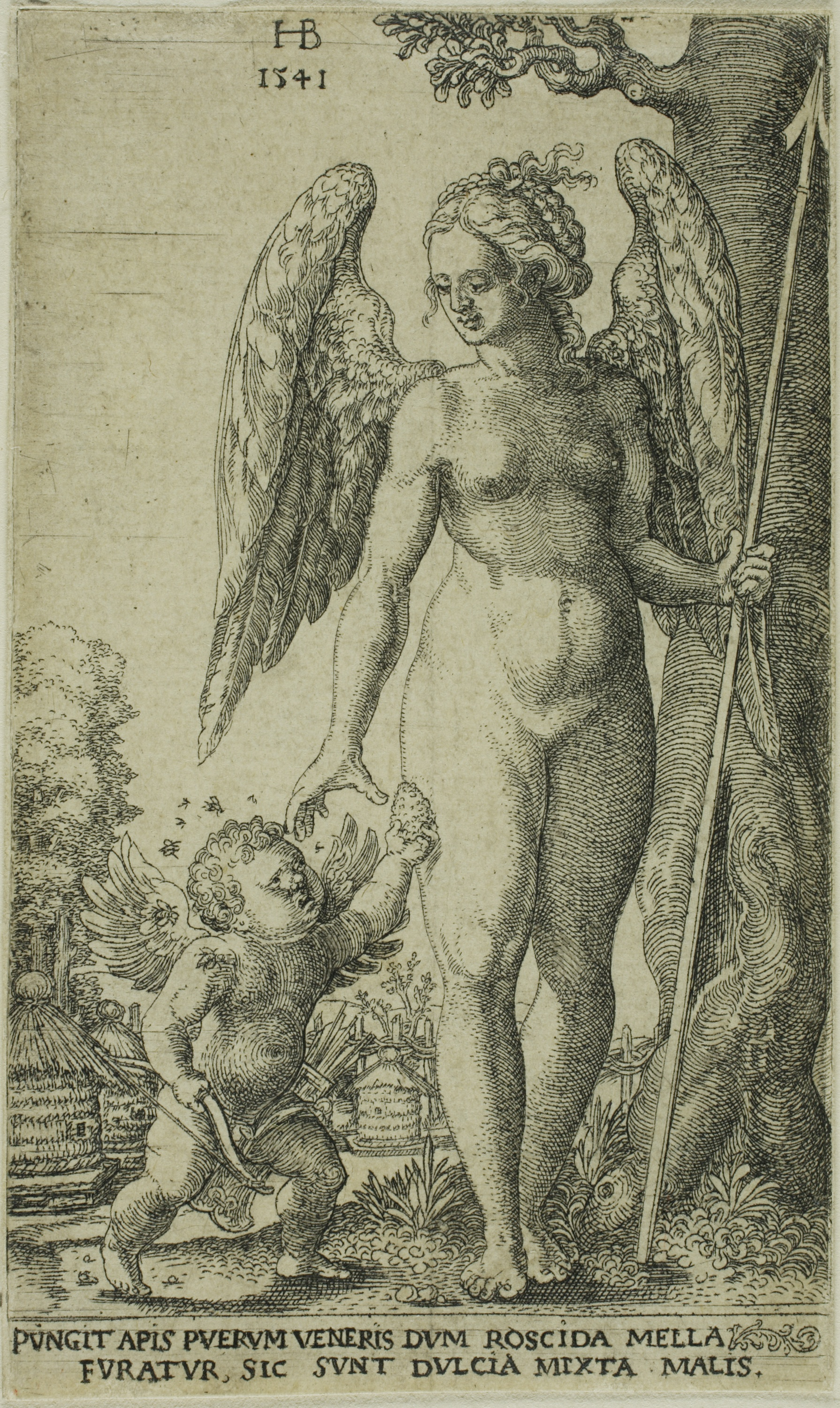
Hans Brosamer - Cupido llevando un panal de miel a Venus, 1548
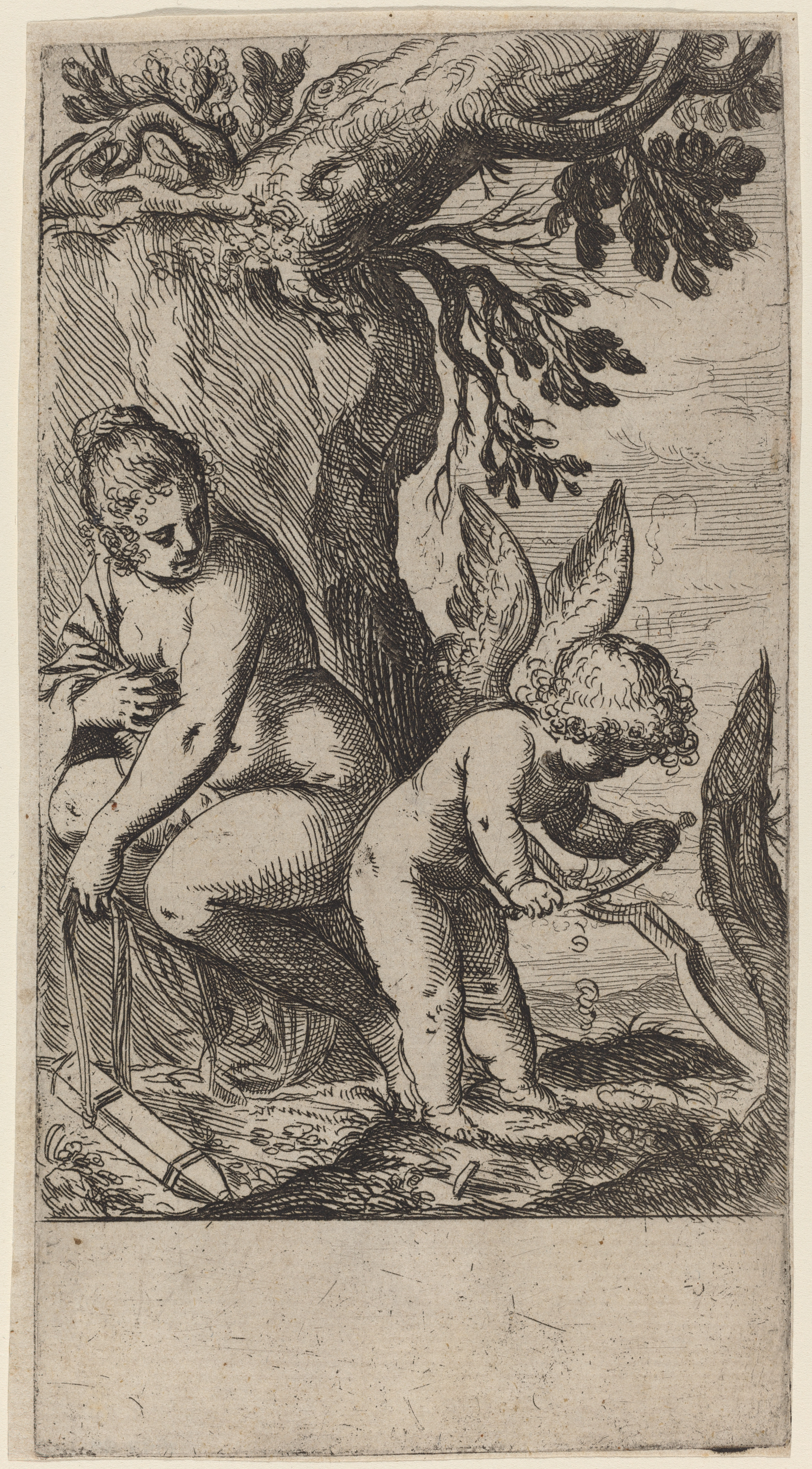
Odoardo Fialetti - Venus con Cupido tallando su arco Metropolitan Museum of Art, 1580–1620

## Lectura adicional
- Esta obra contiene una traducción total derivada de «Venus and Cupid with a Honeycomb» de Wikipedia en inglés, concretamente de esta versión, publicada por sus editores bajo la Licencia de documentación libre de GNU y la Licencia Creative Commons Atribución-CompartirIgual 4.0 Internacional.

- Datos: Q115826047
- Multimedia: Venus and Cupid with honeycomb by Lucas Cranach (I) / Q115826047